# Carl Bonstedt
Prof. Carl Bonstedt (* 8 de abril de 1866, Naumburg (Saale)-14 de febrero de 1953) fue un jardinero, docente, y botánico alemán, siendo entre 1900 a 1931 inspector general del Jardín Botánico de la Universidad Georg August de Gotinga.

## Vida y obra
Carl Bonstedt fue un jardinero experto y después del entrenamiento en el Instituto de Pomología en Prószków. Pasó varios años en Inglaterra. Permaneció en diferentes estaciones, incluyendo el prestigioso Kew Gardens. Von 1892 bis 1900 leitete er den Botanischen Garten in Rostock. En 1900 regresó a Gotinga, donde permaneció hasta 1931 trabajando como director técnico de su Jardín botánico, realizando ampliaciones sobre la flora alpina. También mejoró el área de las orquídeas tropicales y otras epífitas.
Fue un criador de muchos nuevos tipos de flores. Entre sus áreas de reproducción, realizó hibridaciones de: prímulas, lirios, calas, Caladium, Sarracenia, Nepenthes, Fuchsia, en especial híbridos Fuchsia triphylla. Además de su papel de liderazgo en el jardín botánico, fue profesor ayudante en Horticultura en la Universidad de Gotinga y en Witzenhausen. También fue editor de obras como Parey's Blumengärtnerei y otras publicaciones.

## Algunas publicaciones
- heinrich rolf Wehrhahn, carl Bonstedt. 1949. Was wächst und blüht in meinem Garten? (¿Qué está creciendo y floreciendo en mi jardín). Ed. Kosmos; ediciones: 33. 169 pp. Nueva edición en 1952 con 179 pp.

## Honores

### Epónimos
- (Berberidaceae) × Bonstedtia Wehrh.[1]

- La abreviatura «Bonstedt o Bonst.» se emplea para indicar a Carl Bonstedt como autoridad en la descripción y clasificación científica de los vegetales.[2]